# نوسیسپتین
نوسیسپتین (به انگلیسی: Nociceptin) با فرمول شیمیایی C۷۹H۱۲۹N۲۷O۲۲ یک ترکیب شیمیایی با شناسه پاب‌کم ۱۶۱۳۱۴۴۸ است. که جرم مولی آن ۱۸۰۹٫۰۴ g/mol می‌باشد. 